# Озёрское сельское поселение (Ульяновская область)
Озёрское се́льское поселе́ние — муниципальное образование в составе Чердаклинского района Ульяновской области. Административный центр — село Озёрки. 

## История
Статус и границы сельского поселения установлены Законом Ульяновской области от 13 июля 2004 года № 043-ЗО «О муниципальных образованиях Ульяновской области».

## Население
| 2010  | 2012  | 2013  | 2014  | 2015  | 2016  | 2017  |
| ----- | ----- | ----- | ----- | ----- | ----- | ----- |
| 2398  | ↘2388 | ↘2352 | ↘2341 | ↗2342 | ↘2306 | ↗2313 |
| 2018  | 2019  | 2020  | 2021  |       |       |       |
| ↘2260 | ↘2201 | ↘2173 | ↘1793 |       |       |       |

## Состав сельского поселения
В состав поселения входят 4 населённых пункта: 1 деревня и 3 села.
| № | Населённый пункт | Тип населённого пункта       | Население |
| - | ---------------- | ---------------------------- | --------- |
| 1 | Малаевка         | село                         | ↘369      |
| 2 | Озёрки           | село, административный центр | ↘1680     |
| 3 | Рузаны           | деревня                      | ↘39       |
| 4 | Старый Уренбаш   | село                         | ↘310      |

## Символика поселения

### Девиз
«Под чистым небом голубым народы поселения едины!»

### Гимн
«Уж много лет среди степей живёт село в тиши
А рядом с ним как близнецы стоят Уренбаши.
Когда-то здесь как Волга-мать текла Урень река
Остались нам от той реки крутые берега.
Остались нам от тех времён озёра да ключи,
Земля, дарующая хлеб, и соловей в ночи.
Живут у нас, не даст солгать народная молва,
В ладу чуваши, русские, татары и мордва.
Народов братских всех не счесть, и не пересчитать.
Мы уважаем стариков, и чтём отца и мать.
Хотим оставить для детей природы красоту
Хотим мы детям передать о будущем мечту.»
Автором девиза и гимна является Незванова Надежда Ивановна – учитель математики МОУ Озёрской СОШ.